# 看護師等養成課程を持つ日本の大学一覧
看護師等養成課程を持つ日本の大学一覧（かんごしとうようせいかていをもつにほんのだいがくいちらん）では、看護師、保健師、助産師の養成課程を有する日本の大学（看護大学）の一覧を示す。
これまですべての大学において卒業時に看護師と保健師の受験資格が得られたが、2011年の保健師助産師看護師学校養成所指定規則の一部の改正により、保健師、助産師養成課程の修業年限が6か月から1年に延長したことを受けて、保健師受験資格を得られる課程を選択制としたり、大学院での教育に移行する大学も出てきている。また同様に助産師教育も学部教育（選択制）、大学専攻科、大学院など、多様な場で提供されるようになった。
なお看護に関する学科を専攻して学士の学位を取得し、1年以上の看護の実地経験（技術優秀の条件）を有する者は、教育職員検定を経て高等学校教諭一種（看護実習）の普通免許状を取得することも出来る（教育職員免許法・別表第五）。
2021年8月現在で、国立42校　省庁大学校2校　公立50校　私立校183校(196課程)　 合計277校（291課程）あり、新設校を除きほぼすべての大学が、日本看護系大学協議会の会員校となっている。
一覧のうち、大学の名称の後の年度は、看護師等養成課程の開設年度である。複数の課程を有する大学については、学部名を併記してある。なお、一覧は国立・公立・私立の別、地域別、都道府県コード順、五十音順に掲載。
出典：一般社団法人日本看護系大学協議会 > 組織の概要 > 会員校 > 大学一覧

## 国立大学

### 北海道・東北
- 旭川医科大学 医学部看護学科（1996年～）
- 北海道大学 医学部保健学科看護学専攻（2004年～）
- 弘前大学 医学部保健学科看護学専攻（2001年～）
- 東北大学 医学部保健学科看護学専攻（2004年～）
- 秋田大学 医学部保健学科看護学専攻（2003年～）
- 山形大学 医学部看護学科（1993年～）

### 関東
- 筑波大学 医学群看護学類（2003年～）
- 群馬大学 医学部保健学科看護学専攻（1996年～）
- 千葉大学 看護学部看護学科（1975年～）
- 東京大学 医学部健康総合科学科看護学専攻（1953年～）
- 東京科学大学 医学部保健衛生学科看護学専攻（1989年～）（2024年10月東京医科歯科大学と東京工業大学が統合し開学）

### 中部
- 新潟大学 医学部保健学科看護学専攻（2000年～）
- 富山大学 医学部看護学科（1993年～）（2005年10月富山医科薬科大学と統合）
- 金沢大学 医薬保健学域保健学類看護学専攻（1996年～）
- 福井大学 医学部看護学科（1997年～）（2003年10月福井医科大学と統合）
- 山梨大学 医学部看護学科（2002年10月山梨医科大学と統合）
- 信州大学 医学部保健学科看護学専攻（2003年～）
- 岐阜大学 医学部看護学科（2001年～）
- 浜松医科大学  医学部看護学科（1995年～）
- 名古屋大学 医学部保健学科看護学専攻（1998年度～）

### 近畿
- 三重大学 医学部看護学科（1998年度～）
- 滋賀医科大学 医学部看護学科（1994年度～）
- 京都大学 医学部人間健康科学科先端看護科学コース（2004年～）
- 大阪大学 医学部保健学科看護学専攻（1994年～）
- 神戸大学 医学部保健学科看護学専攻（1994年～）

### 中国・四国
- 鳥取大学 医学部保健学科看護学専攻（1999年～）
- 島根大学 医学部看護学科（2003年10月島根医科大学と統合）
- 岡山大学 医学部保健学科看護学専攻（1998年～）
- 広島大学 医学部保健学科看護学専攻（1992年～）
- 山口大学 医学部保健学科看護学専攻（2001年～）
- 徳島大学 医学部保健学科看護学専攻（2002年～）
- 香川大学 医学部看護学科（2003年10月香川医科大学と統合）
- 愛媛大学 医学部看護学科（1994年～）
- 高知大学 医学部看護学科（2003年10月高知医科大学と統合）

### 九州
- 九州大学 医学部保健学科看護学専攻（2003年～）
- 佐賀大学 医学部看護学科（1993年～）（2003年10月佐賀医科大学と統合）
- 長崎大学 医学部保健学科看護学専攻（2002年～）
- 熊本大学 医学部保健学科看護学専攻（2004年～）
- 大分大学 医学部看護学科（1994年～）（2003年10月大分医科大学と統合）
- 宮崎大学 医学部看護学科（2001年～）（2003年10月宮崎医科大学と統合）
- 鹿児島大学 医学部保健学科看護学専攻（1998年～）
- 琉球大学 医学部保健学科（1968年～）

計42校

## 省庁大学校
- 防衛医科大学校（2014年度～）
- 国立看護大学校（2001年度～）

計2校

## 公立大学

### 北海道・東北
- 旭川市立大学 保健福祉学部保健看護学科（旧旭川大学（2008年度～）
- 札幌医科大学 保健医療学部看護学科（1993年度～）
- 札幌市立大学 看護学部看護学科（2006年度～）
- 名寄市立大学 保健福祉学部看護学科（2006年度～）
- 青森県立保健大学 健康科学部看護学科（1999年度～）
- 岩手県立大学 看護学部看護学科（1998年度～）
- 宮城大学 看護学群看護学類（1997年度～）
- 山形県立保健医療大学 保健医療学部看護学科（2000年度～）
- 福島県立医科大学 看護学部看護学科（1998年度～）

### 関東
- 茨城県立医療大学 保健医療学部看護学科（1995年度～）
- 群馬県立県民健康科学大学 看護学部看護学科（2005年度～）
- 埼玉県立大学 保健医療福祉学部看護学科（1999年度～）
- 千葉県立保健医療大学 健康科学部看護学科（2009年度～）
- 東京都立大学 健康福祉学部看護学科（1998年度～）（2005年度東京都立保健科学大学が東京都立大学 (1949-2011)等と統合、改称）
- 神奈川県立保健福祉大学 保健福祉学部看護学科（2003年度～）
- 横浜市立大学 医学部看護学科（2005年度～）
- 川崎市立看護大学 看護学部看護学科（2022年度～）

### 中部
- 新潟県立看護大学 看護学部看護学科（2002年度～）
- 富山県立大学 看護学部看護学科（2019年度～）
- 石川県立看護大学 看護学部看護学科（2000年度～）
- 公立小松大学 保健医療学部看護学科
- 福井県立大学 看護福祉学部看護学科（1999年度～）
- 山梨県立大学 看護学部看護学科（2005年度～）
- 長野県看護大学 看護学部看護学科（1995年度～）
- 岐阜県立看護大学 看護学部看護学科（2000年度～）
- 静岡県立大学 看護学部看護学科（1997年度～）
- 愛知県立大学 看護学部看護学科（2009年度～）（2009年度愛知県立看護大学が愛知県立大学と統合）
- 名古屋市立大学 医学部 保健医療学科 看護学専攻（2025年度看護学部看護学科から移行）
- 敦賀市立看護大学 看護学部看護学科（2014年度）

### 近畿
- 三重県立看護大学 看護学部看護学科（1997年度～）
- 滋賀県立大学 人間看護学部人間看護学科（2003年度～）
- 京都府立医科大学 医学部看護学科（2002年度～）
- 大阪公立大学 看護学部看護学科（2022年度大阪府立大学（2005年度～）と大阪市立大学（2004年度～）が統合）
- 神戸市看護大学 看護学部看護学科（1996年度～）
- 兵庫県立大学 看護学部看護学科（1993年度～　2004年度兵庫県立看護大学、神戸商科大学等と統合し県立大学開学）
- 奈良県立医科大学 医学部看護学科（2004年度～）
- 和歌山県立医科大学 保健看護学部保健看護学科（2004年度～）

### 中国・四国
- 島根県立大学 看護栄養学部看護学科（2012年度～）
- 岡山県立大学 保健福祉学部看護学科（1993年度～）
- 新見公立大学 健康科学部看護学科（2010年度～）
- 県立広島大学 保健福祉学部看護学科看護学コース（2005年度～）
- 山口県立大学 看護栄養学部看護学科（1996年度～）
- 下関市立大学 看護学部 看護学科（2025年度～）
- 周南公立大学 看護学科の新設など学部学科の再編を計画[5]
- 香川県立保健医療大学 保健医療学部看護学科（2004年度～）
- 愛媛県立医療技術大学 保健科学部看護学科（2004年度～）
- 高知県立大学 看護学部看護学科（1952年度～）

### 九州
- 福岡県立大学 看護学部看護学科（2003年度～）
- 長崎県立大学 看護栄養学部看護学科（1999年度～）（2008年度県立長崎シーボルト大学と長崎県立大学が統合）
- 大分県立看護科学大学 看護学部看護学科（1998年度～）
- 宮崎県立看護大学 看護学部看護学科（1997年度～）
- 沖縄県立看護大学 看護学部看護学科（1999年度～）
- 名桜大学 人間健康学部看護学科（2007年度～）

計49校

## 私立大学

### 北海道・東北
- 北海道
  - 札幌保健医療大学 保健医療学部看護学科（2013年度～）
  - 天使大学 看護栄養学部看護学科（2000年度～）
  - 日本医療大学 保健医療学部看護学科（2014年度～）
  - 日本赤十字北海道看護大学 看護学部看護学科（1999年度～）
  - 北海道医療大学 看護福祉学部看護学科（1993年度～）
  - 北海道科学大学 保健医療学部看護学科（2014年度～）
  - 北海道文教大学 医療保健科学部看護学科（2008年度～）
- 青森県
  - 青森中央学院大学 看護学部看護学科（2014年度～）
  - 八戸学院大学 健康医療学部看護学科（2016年度～）
  - 弘前医療福祉大学 保健学部看護学科（2009年度～）
  - 弘前学院大学 看護学部看護学科（2005年度～）
- 岩手県
  - 岩手医科大学 看護学部看護学科（2017年度～）
  - 岩手保健医療大学 看護学部看護学科（2017年度～）
- 秋田県
  - 秋田看護福祉大学 看護福祉学部看護学科（2005年度～）
  - 日本赤十字東北看護大学 看護学部看護学科（2009年度～）
- 宮城県
  - 東北福祉大学 健康科学部保健看護学科（2006年度～）
  - 東北文化学園大学  医療福祉学部看護学科（2010年度～）
  - 仙台青葉学院大学 看護学部看護学科（2024年度～　仙台青葉学院短期大学を募集停止し開設[6]）
- 福島県
  - 医療創生大学 看護学部看護学科（2017年度～）

### 関東
- 茨城県
  - 茨城キリスト教大学 看護学部看護学科（2004年度～）
  - つくば国際大学 医療保健学部看護学科（2007年度～）
  - 常磐大学 看護学部看護学科（2018年度～）
- 栃木県
  - 足利大学 看護学部看護学科（2014年度～）
  - 国際医療福祉大学 保健医療学部看護学科（1995年度～）
  - 自治医科大学 看護学部看護学科（2002年度～）
  - 獨協医科大学 看護学部看護学科（2007年度～）
- 群馬県
  - 桐生大学 医療保健学部看護学科（2008年度～）
  - 群馬医療福祉大学 看護学部看護学科（2010年度～）
  - 群馬パース大学 看護学部看護学科（2005年度～）
  - 上武大学 看護学部看護学科（2004年度～）
  - 高崎健康福祉大学 保健医療学部看護学科（2006年度～）
- 埼玉県
  - 埼玉医科大学 保健医療学部看護学科（2006年度～）
  - 西武文理大学 看護学部看護学科（2009年度～）
  - 大東文化大学 スポーツ・健康科学部看護学科（2018年度～）
  - 東京家政大学 健康科学部看護学科（2014年度～）
  - 東都大学 ヒューマンケア学部看護学科（2009年度～）
  - 日本医療科学大学 保健医療学部看護学科（2012年度～）
  - 日本保健医療大学 保健医療学部看護学科（2010年度～）
  - 人間総合科学大学 保健医療学部看護学科（2011年度～）
  - 目白大学 看護学部看護学科（2006年度～）
  - 日本赤十字看護大学 さいたま看護学部看護学科（2020年度～）
- 千葉県
  - 植草学園大学 看護学部 看護学科（2025年度～）
  - 医療創生大学 国際看護学部看護学科 (2021年度～)
  - 亀田医療大学 看護学部看護学科（2012年度～）
  - 国際医療福祉大学 成田看護学部看護学科（2016年度～）
  - 三育学院大学 看護学部看護学科（2008年度～）
  - 秀明大学 看護学部看護学科（2017年度～）
  - 淑徳大学 看護栄養学部看護学科（2007年度～）
  - 順天堂大学 医療看護学部看護学科（2004年度～）
  - 城西国際大学 健康科学部看護学科（2012年度看護学部～、2025年度から健康科学部へ）
  - 聖徳大学 看護学部看護学科（2014年度～）
  - 千葉科学大学 看護学部看護学科（2014年度～）
  - 帝京平成大学 健康医療スポーツ学部看護学科（2013年度～）
  - 東京医療保健大学 千葉看護学部看護学科（2018年度～）
  - 東京情報大学 看護学部看護学科（2017年度～）
  - 東都大学 幕張ヒューマンケア学部看護学科（2018年度～）
  - 東邦大学 健康科学部看護学科（2017年度～）
  - 了徳寺大学 健康科学部看護学科（2011年度～）
  - 和洋女子大学 看護学部看護学科（2018年度～）
- 東京都
  - 共立女子大学 看護学部看護学科（2013年度～）
  - 杏林大学 保健学部看護学科看護養護教育学専攻（1994年度～）
  - 駒沢女子大学 看護学部看護学科（2018年度～）
  - 上智大学 総合人間科学部看護学科（2011年度に聖母大学と合併、移行）
  - 聖路加国際大学 看護学部看護学科（1964年度～）
  - 創価大学 看護学部看護学科（2013年度～）
  - 帝京大学 医療技術学部看護学科（2005年度～）
  - 帝京科学大学 医療科学部看護学科（2012年度～）
  - 帝京平成大学 ヒューマンケア学部看護学科（2004年度～）
  - 東京有明医療大学 看護学部看護学科（2009年度～）
  - 東京医科大学 医学部看護学科（2013年度～）
  - 東京医療学院大学 保健医療学部看護学科（2016年度～）
  - 東京医療保健大学 医療保健学部看護学科（2005年度～）
  - 東京医療保健大学 東が丘看護学部看護学科（2010年度～）
  - 東京医療保健大学 立川看護学部看護学科（2020年度～）
  - 東京工科大学 医療保健学部看護学科（2010年度～）
  - 東京慈恵会医科大学  医学部看護学科（1993年度～）
  - 東京純心大学 看護学部看護学科（2015年度～）
  - 東京女子医科大学 看護学部看護学科（1998年度～）
  - 東邦大学 看護学部看護学科（2002年度～）
  - 日本赤十字看護大学 看護学部看護学科（1986年～）
  - 武蔵野大学 看護学部看護学科（2006年度～）
  - 文京学院大学 保健医療技術学部看護学科（2014年度～）
- 神奈川県
  - 神奈川工科大学 健康医療科学部看護学科（2015年度～）
  - 関東学院大学 看護学部看護学科（2013年度～）
  - 北里大学 看護学部看護学科（1986年度～）
  - 慶應義塾大学 看護医療学部看護学科（2001年度～）
  - 国際医療福祉大学 小田原保健医療学部看護学科（2006年度～）
  - 松蔭大学 看護学部看護学科（2015年度～）
  - 湘南医療大学 保健医療学部看護学科（2015年度～）
  - 湘南鎌倉医療大学 看護学部看護学科（2020年度～）
  - 昭和医科大学 保健医療学部看護学科（2002年度～）
  - 東海大学 医学部看護学科（1995年度～）
  - 横浜創英大学 看護学部看護学科（2012年度～）

### 中部
- 新潟県
  - 長岡崇徳大学 看護学部看護学科（2019年度～）
  - 新潟医療福祉大学 看護学部看護学科（2006年度～）
  - 新潟青陵大学 看護学部看護学科（2000年度～）
  - 新潟薬科大学 看護学部看護学科（2023年度～）
  - 北里大学 健康科学部（新潟キャンパス）看護学科（2024年度～ 北里大学保健衛生専門学院を募集停止し開設[7]）
- 石川県
  - 金沢医科大学 看護学部看護学科（2007年度～）
  - 金城大学 看護学部看護学科（2015年度～）
- 福井県
  - 福井医療大学 保健医療学部看護学科（2017年度～）
- 山梨県
  - 健康科学大学 看護学部看護学科（2016年度～）
- 長野県
  - 佐久大学 看護学部看護学科（2008年度～）
  - 清泉大学 看護学部看護学科（2019年度～）
  - 長野保健医療大学 看護学部看護学科（2019年度～）
  - 松本看護大学 看護学部看護学科 (2021年度～)
- 岐阜県
  - 朝日大学 保健医療学部看護学科（2014年度～）
  - 岐阜医療科学大学 看護学部看護学科（2006年度～）
  - 中京学院大学 看護学部看護学科（2010年度～）
  - 中部学院大学 看護リハビリテーション学部看護学科（2014年度～）
  - 岐阜協立大学 看護学部看護学科（2019年度～）
  - 岐阜聖徳学園大学 看護学部看護学科（2015年度～）
  - 岐阜保健大学 看護学部看護学科 （2019年度～）
- 静岡県
  - 順天堂大学 保健看護学部看護学科（2010年度～）
  - 聖隷クリストファー大学 看護学部看護学科（1992年度～）
  - 東都大学 沼津ヒューマンケア学部看護学科 (2021年度～)
  - 常葉大学 健康科学部看護学科（2013年度～）
- 愛知県
  - 愛知医科大学 看護学部看護学科（1999年度～）
  - 一宮研伸大学 看護学部看護学科（2017年度～）
  - 修文大学 看護学部看護学科（2016年～）
  - 椙山女学園大学 看護学部看護学科（2010年度～）
  - 中部大学 生命健康科学部保健看護学科 (2006年度～）
  - 豊橋創造大学 保健医療学部看護学科（2009年度～）
  - 名古屋学芸大学 看護学部看護学科（2018年度～）
  - 名古屋女子大学 健康科学部看護学科  (2019年度～）
  - 日本赤十字豊田看護大学 看護学部看護学科（2004年度～）
  - 日本福祉大学 看護学部看護学科（2015年度～）
  - 人間環境大学 看護学部看護学科（2015年度～）
  - 藤田医科大学 保健衛生学部看護学科（1969年度～）
  - 金城学院大学 看護学部看護学科（2022年度～）

### 近畿
- 三重県
  - 鈴鹿医療科学大学 看護学部看護学科（2014年度～）
  - 四日市看護医療大学 看護医療学部看護学科（2007年度～）
- 滋賀県
  - 聖泉大学 看護学部看護学科  (2011年度～)
- 京都府
  - 京都先端科学大学 健康医療学部看護学科（2015年度～）
  - 京都看護大学 看護学部看護学科（2014年度〜）
  - 京都光華女子大学 健康科学部看護学科（2011年度～）
  - 京都橘大学 看護学部看護学科（2005年度～）
  - 同志社女子大学 看護学部看護学科（2015年度～）
  - 佛教大学 保健医療技術学部看護学科（2012年度～）
  - 明治国際医療大学 看護学部看護学科（2006年度～）
- 大阪府
  - 藍野大学 看護学部 看護学科（2004年度医療保健学部看護学科～、2025年度に看護学部へ）
  - 大阪青山大学 健康科学部看護学科（2015年度～）
  - 大阪医科薬科大学 看護学部看護学科（2010年度～）
  - 大阪歯科大学 看護学部看護学科[8]（2024年度～）
  - 大阪信愛学院大学 看護学部看護学科（2022年度〜）
  - 大阪成蹊大学 看護学部看護学科（2023年度〜）
  - 大手前大学 国際看護学部看護学科（2019年度～）
  - 関西医科大学 看護学部看護学科（2018年度～）
  - 関西医療大学 保健看護学部保健看護学科（2009年度～）
  - 四條畷学園大学 看護学部看護学科（2015年度～）
  - 四天王寺大学 看護学部看護学科（2019年度～）
  - 摂南大学 看護学部看護学科 (2012年度～)
  - 千里金蘭大学 看護学部看護学科（2008年度～）
  - 太成学院大学 看護学部看護学科（2007年度～）
  - 宝塚大学 看護学部看護学科（2010年度～）
  - 梅花女子大学 看護保健学部看護学科（2010年度～）
  - 森ノ宮医療大学 看護学部看護学科 (2011年度～)
  - 大和大学 保健医療学部看護学科（2014年度～）
- 兵庫県
  - 関西看護医療大学 看護学部看護学科（2006年度～）
  - 関西国際大学 保健医療学部看護学科（2013年度～）
  - 関西福祉大学 看護学部看護学科（2006年度～）
  - 姫路大学 看護学部看護学科（2007年度～）
  - 甲南女子大学 看護リハビリテーション学部看護学科（2007年度～）
  - 神戸常盤大学 看護学部看護学科（2008年度保健科学部～、2025年度から看護学部へ）
  - 神戸女子大学 看護学部看護学科（2015年度～）
  - 園田学園女子大学 人間健康学部人間看護学科（2006年度～）
  - 姫路獨協大学 看護学部看護学科（2016年度～）
  - 兵庫医療大学 看護学部看護学科（2007年度～、2022年度～兵庫医科大学に統合）
  - 兵庫大学 看護学部看護学科（2006年度～）
  - 武庫川女子大学 看護学部看護学科（2015年度～）
- 奈良県
  - 畿央大学 健康科学部看護医療学科（2008年度～）
  - 天理大学 医療学部看護学科 (2023年～）（※天理医療大学(2012年度～)との統合に伴うもの[9]）
  - 奈良学園大学 保健医療学部看護学科（2014年度～）
- 和歌山県
  - 東京医療保健大学 和歌山看護学部看護学科（2018年度～）
  - 宝塚医療大学 和歌山保健医療学部看護学科（2022年度～）

### 中国・四国
- 鳥取県
  - 鳥取看護大学 看護学部看護学科（2015年度～）
- 岡山県
  - 川崎医療福祉大学 保健看護学部保健看護学科（1995年度～）
  - 吉備国際大学 保健医療福祉学部看護学科（2011年度～）
  - 山陽学園大学 看護学部看護学科（2009年度～）
- 広島県
  - 日本赤十字広島看護大学 看護学部看護学科（2000年度～）
  - 広島国際大学 看護学部看護学科（1998年度～）
  - 広島都市学園大学 健康科学部看護学科（2009年度～）
  - 広島文化学園大学 看護学部看護学科（1999年度～）
  - 福山平成大学 看護学部看護学科（2007年度～）
  - 安田女子大学 看護学部看護学科（2014年度～）
- 山口県
  - 宇部フロンティア大学 看護学部看護学科（2007年度～）
- 徳島県
  - 四国大学 看護学部看護学科（2009年度～）
  - 徳島文理大学 保健福祉学部看護学科（2008年度～）
- 愛媛県
  - 聖カタリナ大学 人間健康福祉学部看護学科（愛媛県松山市）
  - 人間環境大学 松山看護学部看護学科（2017年度～）

### 九州
- 福岡県
  - 久留米大学 医学部看護学科（1994年度～）
  - 国際医療福祉大学 福岡保健医療学部看護学科（2023年度～）
  - 産業医科大学 産業保健学部看護学科（1996年度～）
  - 純真学園大学 保健医療学部看護学科（2011年度～）
  - 西南女学院大学 保健福祉学部看護学科（1994年度～）
  - 聖マリア学院大学 看護学部看護学科（2006年度～）
  - 第一薬科大学 看護学部看護学科 (2020年度～)
  - 帝京大学 福岡医療技術学部看護学科（2014年度～）
  - 日本赤十字九州国際看護大学 看護学部看護学科（2001年度～）
  - 福岡大学 医学部看護学科（2007年度～）
  - 福岡看護大学 看護学部看護学科（2017年度～）
  - 福岡国際医療福祉大学 看護学部看護学科（2021年度～）
  - 福岡女学院看護大学 看護学部看護学科（2008年度～）
  - 令和健康科学大学 看護学部看護学科（2022年度～）
- 佐賀県
  - 西九州大学 看護学部看護学科（2018年度～）
- 長崎県
  - 活水女子大学 看護学部看護学科（2009年度～）
- 大分県
  - 別府大学 看護学部 看護学科（2025年度～、国立病院機構別府医療センターと連携）
- 熊本県
  - 九州看護福祉大学 看護福祉学部看護学科（1998年度～）
  - 熊本保健科学大学 保健科学部看護学科（2003年度～）
- 鹿児島県
  - 鹿児島純心女子大学 看護栄養学部看護学科（1994年度～）
  - 鹿児島国際大学 看護学部看護学科（2023年度～）

## 新設・増設予定の大学・学部
- 2026年度（2026年4月）開設予定
  - 日本医科大学 - 医療健康科学部看護学科